# دودة كتب (لوحة)
دودة كتب هي لوحة زيتية للفنان الألماني كارل سبيتزويج رسمها حوالي 1850.